# Atkinsoniella grahami
Atkinsoniella grahami är en insektsart som beskrevs av Young 1986. Atkinsoniella grahami ingår i släktet Atkinsoniella och familjen dvärgstritar. Inga underarter finns listade i Catalogue of Life.